# ونووک
ونووک (به لاتین: Vanůvek) یک ناحیه در جمهوری چک است که در ناحیه ییهلاوا واقع شده‌است.

## خصوصیات
ونووک ۲٫۵۵ کیلومترمربع مساحت و ۳۳ نفر جمعیت دارد و ۶۰۰ متر بالاتر از سطح دریا واقع شده‌است.